# 孫淡
孙淡，南朝齐太原（今山西省太原市）人。
孙淡世居长沙。事奉母亲至孝，母亲有病，他不睡不吃，以母亲病好作为期限。母亲可怜他，后来有病也不让他知。豫章王蕭嶷领湘州，征召他为骠骑行参军。齐高帝建元三年（481年），蠲免他的租税，表他的家门。后来在家中去世。